# ティーンズラブ
ティーンズラブ、略してTL（ティーエル）とは、日本における女性向けポルノグラフィのジャンルのひとつ。
主に性的要素を含んだ男女の異性愛を描いたもので、性的要素のない「ノーマルラブ（NL）」や、男性同士の同性愛を描いた「ボーイズラブ (BL)」、女性同士の同性愛を描いた「ガールズラブ (GL)」とは区別して扱われることが多い。

## 概要

### ジャンル傾向
女性を対象としたジャンルで、十代向けに見える人物設定でありながら、成人向けのような具体的かつ直接的な性的表現が物語の中で展開される創作物を指す。なお同人誌の場合は、同様の内容でも男性向け・女性向け共に成人向け「のような」ではなく成人向けと見なされる。
定義は少女向けの王道のラブストーリーの「その先を見せる」こと で、内容としては少女向けのラブコメディなどをアレンジしたものだが、恋愛とセックスを同義として描かれる場合が多い。レディースコミック（以下レディコミ）の影響からかレイプや近親相姦、援助交際といった犯罪や禁忌的な要素が物語に含まれていたことがあるが、現在は、女性がつらい思いをする設定は避けられている。ほか、エッチは必ず“男の方から”というのが基本となっている。なお、男性の社会的スペックは今も昔も高いものが求められている。読者の反感を買わない主人公というのも重要である。
主人公の女性は、読者の年齢層に合わせて10代半ばから20代前半に設定されていたが、東京都青少年の健全な育成に関する条例などの影響による自主規制として、漫画では主人公の年齢は18歳以上が主流になった。学校が舞台の場合も大学や予備校であることがハッキリと分かるように描写されている。相手役の男性は、はっきりと年齢を出されないこともあるが、作品によっては10代半ば から50代 まで幅広い。物語上の本命の相手役とは現代の法に触れるような設定にならないことが優先されるものの、ヒストリカルものなど舞台設定によってはその限りではない。特に小説では、この傾向が強い。
作品の流れとしては、付き合ってはいたが、倦怠期に入ったカップルが一度は流されるがまた元の鞘に収まるパターンや障害を乗り越えて結ばれる、強引な男性に翻弄される女性主人公等様々なパターンがあるが、大抵の作品はハッピーエンドである。
もっとも近年は俺様やヤンデレといった性質の男性による事実上の鬼畜・凌辱物に該当する作品も増えてきた。その場合でも相手の男性は主人公を心から愛している、社会的なステータスが王子や貴族、富豪など極めて高い、容姿も秀でているという場合がほとんどである。

### 漫画において
漫画のジャンルで言えば、ティーンズラブはレディコミより若い年齢層をターゲットにしており、昔のレディコミは男性編集が結構多かったが、ティーンズラブはほとんど女性が作っている。
ティーンズラブは元々1990年代後半に登場し、当時のティーンを狙っていた。宙出版によれば2014年時点において同社のティーンズラブの読者層は30代が中心となっている。
レディコミは絵が劇画タッチだが、TL漫画(ティーンズラブ)は可愛らしい感じの絵で描写されている。また、性器を直接的には描かず、背景にトーンで模様をちりばめて華やかな雰囲気を演出しているのも特徴である。
ティーンズラブ漫画を執筆する作家は、多くがBL漫画とのかけもちである。また、‘商業雑誌ではティーンズラブ、同人誌ではボーイズラブ’という形態の作家や、成人向け漫画や少女漫画から転向した作家もいる。
また、少数ではあるが男性向け成人誌に掲載されていたものが電子化や単行本化に際してティーンズラブレーベルで出されるというケースもある。

### 小説において
小説ではライトノベルのように挿絵をつけて発表されている。とはいってもティーンズラブは性行為を目的とするジャンルゆえ、女性向けの官能小説である。漫画同様に作者はほぼ女性で、ジュブナイルポルノやボーイズラブ小説の作家も活躍している。

## 年譜
『エルティーンコミック』や『少女革命』が草分けとされる。1990年代後半からゼロ年代初頭にかけてジャンルとして定着した。
漫画雑誌
- 『mini Sherry』（2008年創刊）
- 『mini SUGAR』（2009年創刊）
- 『miniラブ』（2007年創刊）
- 『エルティーンコミック』（1995年創刊）
- 『エルティーンコミックプチもも』（2003年創刊）
- 『少女革命』（1998年創刊）
- 『絶対恋愛Sweet（2000年創刊）
- 『恋愛白書パステル』（1998年創刊）
- 『恋愛果実apricot』（2004年創刊）
- 『恋愛宣言ピンキッシュ』（2002年創刊）
- 『恋愛チェリーピンク』（2006年創刊）
- 『恋愛天国』（2004年創刊）
- 『恋愛天使Darlin』（2004年創刊）
- 『無敵恋愛S*girl』（2004年創刊）

## 媒体

### 漫画

#### 雑誌
初期には『エルティーンコミック』や『少女革命』などA4中綴じが多かったが、2009年現在ではA5平綴じ、厚めのものが主流である。また、さらに小さいB6平綴じも見られる。
価格は平均600円弱程度。表紙にはイラストが使われており、実写の写真が使われるレディコミとは対照的である がレディコミでもイラスト表紙のものもあり差別化は厳密ではない。元々はレディコミ雑誌だったものが、ティーンズラブ雑誌に変貌したものもある。
雑誌によっては過去に都道府県から青少年に有害な図書として指定されたケースもある。

##### 主な現在発行されている紙雑誌
- 恋愛白書パステル（宙出版）
- 絶対恋愛Sweet（笠倉出版社）
- Young Love Comic aya（宙出版）
- 無敵恋愛S*girl（ぶんか社）
- 恋愛チェリーピンク（秋田書店）
- mini SUGAR（ミニ シュガー）（大都社・秋水社）
  - mini Berry(ミニベリー)

##### 主な現在発行されている電子雑誌
- 恋愛天国（れんあいぱらだいす）（竹書房） ※2020年よりWeb雑誌化

##### 主な過去に発行されていた電子雑誌（休刊予定も含む）
- 恋愛ショコラ（forcs←ゲオインタラクティブ）※2023年休刊予定[15]

##### 主な過去に発行されていた雑誌
- エルティーンコミック→上級恋愛ミント（近代映画社）
  - エルティーンコミックぷちもも
- ピンクパンチ!（宙出版）
- 恋愛Revolution（らぶれぼ）
- 少女革命（一水社）
- 恋愛宣言ピンキッシュ（平和出版）
- 恋愛天使アンジェリーナ→プチアラモード→恋愛楽園プチアラモード（大都社→少年画報社）
- 恋愛天使Darlin（祥伝社）
- 恋愛果実apricot （祥伝社）
- 恋愛体験CANDYKISS（コアマガジン）
- 恋愛熱情（ラブパッション）（一水社）
- miniラブ（日本文芸社）
- mini Sherry（ミニ シェリー）（徳間書店）
- ミニパラ（竹書房）
- デラパラmini（竹書房）
- Sweetプチ→Sweet ロマンス（笠倉出版社）
- ル・ノエル（宙出版）

#### 単行本
複数の出版社 がティーンズラブのレーベルから単行本を発行している。雑誌で発表された作品をまとめたものや書き下ろしたものの他に、読者投稿を複数の漫画家が描くアンソロジー形式の単行本も販売されている。
ジャケ買いをする人に向けて、タイトルで設定がわかるよう、雑誌掲載時とはタイトルを変えているものも結構多い。普通の少女漫画よりもそういうケースが多いと分析されている。

#### 電子書籍
電子書店によって、電子書籍の形式でも販売されている。なお、後述の小説に関しても、この形式で発売されているものが少なくない。電子書籍市場においてティーンズラブの占める割合は大きく、特に黎明期においてはボーイズラブとティーンズラブで売上の過半数を占めていた。これは性描写を含むマンガや小説に興味はあるが恥ずかしいので店頭では買いたくないというニーズを掬い上げた結果と言われている。市場規模が飛躍的に拡大した現在においても各電子書店において専用のページを作るなど力をいれている。

#### 同人誌
電子書籍の隆盛に伴って同人誌も拡大している。従来は同人誌を購入するには専門店を利用するかコミケなどの即売会に参加するかで敷居が高かったが電子書籍ならWeb上だけで購入可能であり、格段に買いやすくなっている。作家側にとっても原稿さえ用意すれば紙の同人誌を発行する必要が無い（例えば1000部発行しようとすれば数十万円の費用がかかるため、売れ残ったら大きな赤字を抱えるリスクがある）ので売れ残りリスクなどを気にせず参入することが可能になった。人気サークルのティーンズラブ同人誌は電子書籍だけで5万部10万部売れることも珍しくなく（例えば女性向けが強いDLsite.comにおいて売上ナンバーワンの『203号室の隣人は鍵束一つ残して消えた』は40万部売れており、ランキング30位までが10万部以上、ランキング100位でさえ5万部以上売れている）、また電子書籍サイトでの同人誌は作家の取り分が一般書籍の印税より高く（60%前後）１冊当たりの売上が1000部程度でもそれなりの収入になる（同人誌執筆に専念すればアシスタント無しでも月に20ページ程度なら書き上げることは可能であり、それが1000部売れれば30万～40万の収入になる）ため参入作家自体が増えている傾向にある。
なお、全年齢扱いが多い商業ティーンズラブに対して同人ティーンズラブは成人向け（18禁）となっているケースが多く、それにともなって『ぶっかけや子宮断面図など男性向けアダルト作品で好まれた過激な性描写の導入』や『おねショタや高校とおぼしき学校が舞台など年少者（といってもエルフや悪魔といった種族で実年齢が外見年齢より遥かに上という設定を用いていたりする）の性描写ありの作品』も数多く見られる。

### 小説
2002年から2003年にかけてティーンズラブ小説にあたるレーベルが創刊された歴史があるが、いずれも短期間で廃止になった。
その後、2009年6月にフランス書院がティアラ文庫を立ち上げた。以後、この分野への新規参入が活発に行われている。
他のレーベルと異なり、イラストはカバーのみのエタニティブックスのような大人の女性に向けた性描写のある作品もティーンズラブ小説の一種といえよう。
元々ティーンズラブ小説以外も扱っているレジーナブックスや講談社X文庫ホワイトハートのようなレーベルでもラインナップにも加わるようになった。
また、小説投稿サイト「小説家になろう」では2005年5月より女性向け18禁小説サイトたるムーンライトノベルズを開設しており（男性向けは「ノクターンノベルズ」）、そのうちティーンズラブ小説の投稿作品の書籍化を行うレーベルも2014年より登場している。
ティアラ文庫以降のジャンル傾向は現代日本を舞台としないものが寡占しておりティーンズラブ漫画とは傾向が異なっていたが、昨今では現代日本を舞台にしたものも復活傾向にある。
以下、レーベル名と版元、発刊年月を記す。ただし紙書籍に限る。

#### 主な現在も発行されている小説レーベル
- ティアラ文庫（フランス書院、2009年6月）
- エタニティブックス（アルファポリス、2009年9月）
- レジーナブックス（アルファポリス、2011年7月からTLを取り扱い開始）
- 講談社X文庫ホワイトハート（講談社、2012年11月からTLを取り扱い開始）
- ソーニャ文庫（イースト・プレス、2013年2月）
- ヴァニラ文庫（ハーパーコリンズ・ジャパン（旧名称：ハーレクイン）、2013年8月）
  - 派生レーベル：ヴァニラ文庫ミエル（2016年3月）
- 蜜猫文庫（竹書房、2014年2月）
- 派生レーベル：蜜猫novels（2017年8月）
- 派生レーベル：蜜猫F文庫
- 蜜夢文庫（2015年5月※紙書籍。これより以前は電子書籍レーベル）
- 蜜夢文庫派生レーベル：ムーンドロップス（2017年8月）
- ノーチェブックス（アルファポリス、2014年2月）
- ハニー文庫（二見書房、2014年3月）
- オパール文庫（フランス書院、2014年4月）
  - レーベル内レーベル：オパール文庫ブラックオパール（2017年9月）
- ガブリエラ文庫（旧名称：メディアソフトグレース文庫）（発行：メディアソフト、販売：三交社、2014年5月 - 2020年5月）
  - 派生レーベル：ガブリエラ文庫プラス（2016年2月 - 2020年12月）
  - 派生レーベル：ガブリエラブックス（2018年11月）※当レーベルのみ継続中。上記の関連レーベルは終了
- ジュエルブックス（KADOKAWAアスキー・メディアワークス、2014年6月。2020年11月から新ブランド「ジュエルブックス ピュアキス」にて全年齢向け作品も扱っている）
  - 派生レーベル：ジュエル文庫（2015年12月）
- メリッサ（一迅社、2015年5月）
- フェアリーキス ピンク（ジュリアンパブリッシング、2016年2月。同年3月から新ブランド「フェアリーキス ピュア」にて全年齢向け作品も扱っている）
- eロマンスロイヤル（KADOKAWAエンターブレイン、2016年12月※紙書籍。これより以前は電子書籍レーベル。2018年9月から新ブランド「eロマンスロイヤル ピーチ」にて官能度控えめの作品も扱っている）
- ルネッタブックス（ハーパーコリンズ・ジャパン、2020年10月）

#### 主な過去に発行されていた小説レーベル
- ラブノベルズ（2002年1月-2002年6月）
- 光彩文庫ピンキーティーンズ♥ノベルズ（2002年10月-2003年3月刊）
- 大都ノベルズアンジェリーナシリーズ（2003年10月。1作品のみ）
- さらさ文庫（メディアックス、2011年7月-2011年9月。版元を変えた上でジュリエット文庫として新創刊）
- マリーローズ文庫（コスミック出版、2011年10月 - 2019年1月）
- ジュリエット文庫（インフォレスト、2012年4月-2014年1月刊。実質上記さらさ文庫からの引き継ぎ。休刊後は既刊のみを電子で版元を変えた上でガブリエラ文庫アルファが取り扱い）
- シフォン文庫（集英社、2012年5月-2015年8月刊で紙媒体の刊行を打ち切り、電子書籍限定に移行）
- プリエール文庫（大誠社、2013年4月 - 2017年12月刊。2016年4月より版元はブライト出版に移行。）
- エバーロマンス（オークラ出版、2013年7月-2017年7月刊）
  - 派生レーベル：エバープリンセス（2014年9月 - 2017年6月刊）
- プリシラブックス（新潮社、2013年8月-2016年2月刊）
- フルール文庫ルージュライン（メディアファクトリー、ボーイズラブ系レーベルのフルール文庫ブルーラインと同時創刊。2013年9月-2015年3月刊で紙媒体の刊行を打ち切り、電子書籍限定に移行。電子も同年9月以後刊行なし。）
- ロイヤルキス文庫（ジュリアンパブリッシング、2013年11月 - 2018年12月刊刊で紙媒体の刊行を打ち切り、電子書籍限定に移行）
  - 派生レーベル：チュールキス文庫（2015年10月 - 2018年12月刊刊で紙媒体の刊行を打ち切り、電子書籍限定に移行）
- 乙蜜ミルキィ文庫（リブレ出版、2013年11月-2017年3月刊）
- シンデレラノベルス（ホビージャパン、2015年7月-2016年6月刊）
- アンジェリカ（ハーパーコリンズ・ジャパン、2016年1月-2016年11月刊）
- ショコラシュクレノベルズ（キルタイムコミュニケーション、2016年4月-2016年5月刊）
- ディアノベルス（パラダイム、2017年1月 - 2019年1月刊）

新刊の活動停止はしたが電子書籍で既刊の取り扱いを続けている出版社もある。
上記のレーベル以外にも書籍として出版されず、電子書籍として販売されているレーベルも多数存在するようになった。

### 音声媒体

#### オーディオブック
オーディオブックに関しては、書籍としての出版されているものはなく音声データのみの商品が主である。2012年にティーンズラブを含むレディコミ誌を多く扱っている宙出版より創刊されたYLCスイートキス文庫 から端を発して、2014年にはおとめ堂のマカロンブックス やオトバンクのラブスワン文庫 が参入し、いずれも日本最大のオーディオブック配信サイトだったFeBe（現在のaudiobook.jp）から配信された。日本でのオーディオブック配信サービスにAudibleが2015年に加わると、2017年からフランス書院のティアラ文庫、KADOKAWAのTLスイートノベルの作品が配信された。

#### ドラマCD
また、別の音声媒体としてドラマCDなどがあるが、とりわけ特徴的なのはその内のシチュエーションCDである。シチュエーションCDもある程度ストーリーがあるのは他のメディアと変わらないが、一対一で声をかけられて性的な行為に及んでいると想定される対象が、聞き手になっていて、これはキャラクターと自分が恋愛関係に至るのを好むいわゆる「夢女子」向けに作られている。昨今はCDに限らず、音声データのみの販売も増えたが、ドラマCDのデータ配信の形のものは、（上記のオーディオブック配信サイトにもいくつかあるが）アニメイトグループのポケットドラマCD（ただしスマートフォン用）、アイオウプラスのハピドラといったサイトが専門的で豊富である。
ティーンズラブ漫画のドラマCD化も2017年頃から『保護者失格。一線を越えた夜』『漫画家とヤクザ』等のように、増えてきた。

### アニメ
2017年には初のアニメ化作品『僧侶と交わる色欲の夜に…』が制作された。その後も同じ放送枠にてTL作品がアニメ化されている。
大概のティーンズラブアニメは放送局により対象年齢が異なる通常版と年齢制限が存在する。
- 僧侶と交わる色欲の夜に…
- スカートの中はケダモノでした。
- お見合い相手は教え子、強気な、問題児。
- 25歳の女子高生
- 甘い懲罰〜私は看守専用ペット
- 終電後、カプセルホテルで、上司に微熱伝わる夜。